# Radomiccy herbu Kotwicz

Kotwicz – herb Radomickich

Radomiccy herbu Kotwicz – polska rodzina szlachecka wywodząca się ze wsi Radomicko w okolicach Leszna, której członkowie zaliczali się do najwyższych kręgów władzy w wiekach XVII i XVIII, piastując urzędy wojewodów, kasztelanów i starostów w Wielkopolsce, na Kujawach oraz ziemi sieradzkiej.
Kasper Niesiecki w swoim Herbarzu wspomina o Radomickich pisząc: Dom pod tem imieniem starożytny: bo Dobrogost Radomicki w roku 1382 podpisał konfederacyą Wielkopolską pod interregnum... Owa starożytność rodziny odnosi się oczywiście nie do epoki antycznej, ale do początków państwa polskiego, kiedy przedstawiciele rodu Kotwiczów musieli objąć w posiadanie dobra Radomicko i zacząć pisać się z tej wsi. Na przełomie wieków XV i XVI doszło do rozróżnienia dwóch gałęzi rodu, posiadających oddzielne domeny – dotychczasowi panowie Radomiccy dzierżący dobra z centralną wsią Daleszyn zaczęli nazywać siebie Daleszyńskimi lub pisać się z Daleszyna; stąd niejednokrotnie bierze się trudność w rozróżnieniu gałęzi rodziny, do której należał konkretny szlachcic (bowiem często w tym okresie zdarzała się w dokumentach sytuacja, w której Daleszyński opisywany był jako rodzony brat Radomickiego lub odwrotnie).

## Dobra ziemskie
Radomiccy swoje dobra ziemskie koncentrowali wokół trzech miast: Czerniejewa, Oborzycka i Żerkowa. Wokół każdego z nich tworzyli duże przyległości, które często wydzierżawiali albo zapisywali w posagu swoim małżonkom. Głównym miejscem ich pochówku był kościół św. Stanisława w Żerkowie.

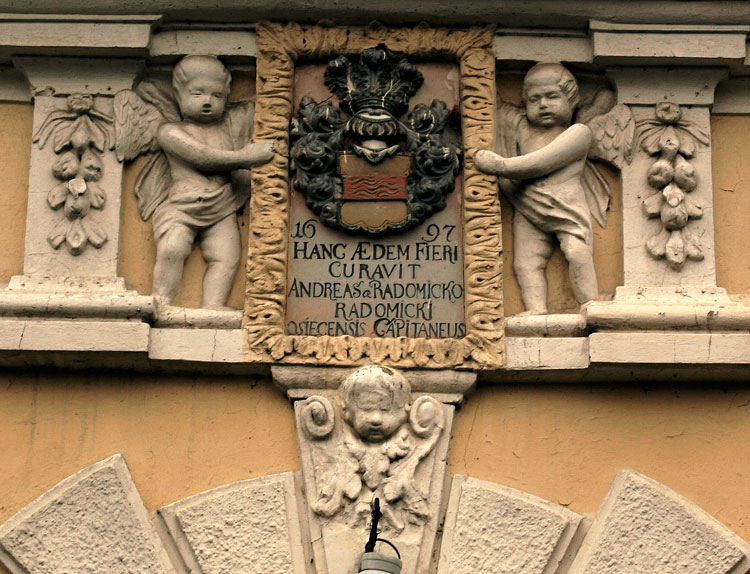
Szczegół fasady pałacu wojewody Andrzeja Radomickiego w Konarzewie.

### Dobra położone w całejWielkopolsce[2]
Babino, Bartlin, Biezdziadowo, Boguszyno, Bojanice, Bonice, Borownik, Bugaj, Charbielin, Charcice, Chełkowo, Chełkówno, Chraplewo, Chrzan, miasto Czerniejewo, Cztonów, Daleszyn, Dębno, Drużyn, Dopiewiec, Dopiewy, Gąsiorowo, Głuchowo, Gorenin, Górka, Góry, Grodziec, Gronów, Jabłonowo, Jerzmianki, Jezierzyce, Jurkowo, Kamień, Karczewo, Karczewko, Karmin, Klichowo, Kłonia, Kociugi, Komorowo, Konarzewo, Konarzewko, Kozłowo, Koźmin, Kubaczyn, Lenartowice, Lisowo, Lgowo, Lubiechowo, Łodzia, Malewo, Mikołajewo, miasto Miłosław, Mrowino, Murzynówko, Nidom, Nosków, Niemierzyce, Oborowo, miasto Obrzycko, Olszewo, Ordzin, Orle, Ostrów, Pakawie, Pakszyn, Palędzie, Parzynczewo, Pawłowice, Piątkowo Czarne, Piotrowo, Popowo, Radomicko, Raków, Rokutów, Rybitwy, Siersko, Skarpa, Słopanowo, Smiłowo, Smolno, Sowiniec, Srocko, Srzódka, Stęgosze, Strzeminko, Strzępin, Szczedrzejewo, Szczytniki, Szlachcino, Sztanowo, Śmiełów, Śniaty, Tarnowo, Trzebaw, Trzebidza, Uściencice, Wąbiewo, Wydorowo, Wilkowo, Witosław, Zawiadowice, Żakowo Małe, Żakowo Wielkie, miasto Żerków, Zołkowo
oraz kamienica Rasikowska vel Koniecznego w rynku kościańskim, Ogród we Wschowie (ziemie wraz z gościńcem leżące poza murami miasta) i wiele folwarków, młynów i lasów położonych na terenie całej Wielkopolski.

## Członkowie rodziny
- 1. Jan Radomicki
- 1.1. Jan Radomicki
- 1.1.1. Piotr Radomicki
- 1.2. Małgorzata, żona Macieja Krajkowskiego
- 1.3. Mikołaj z Daleszyna
- 1.3.1. Jan Daleszyński, mąż Heleny Bojanowskiej

- 1.3.1.1. Jakub Daleszyński
- 1.3.2. Wojciech Daleszyński
- 1.3.3. Andrzej Radomicki
- 1.3.3.1. Maciej Radomicki

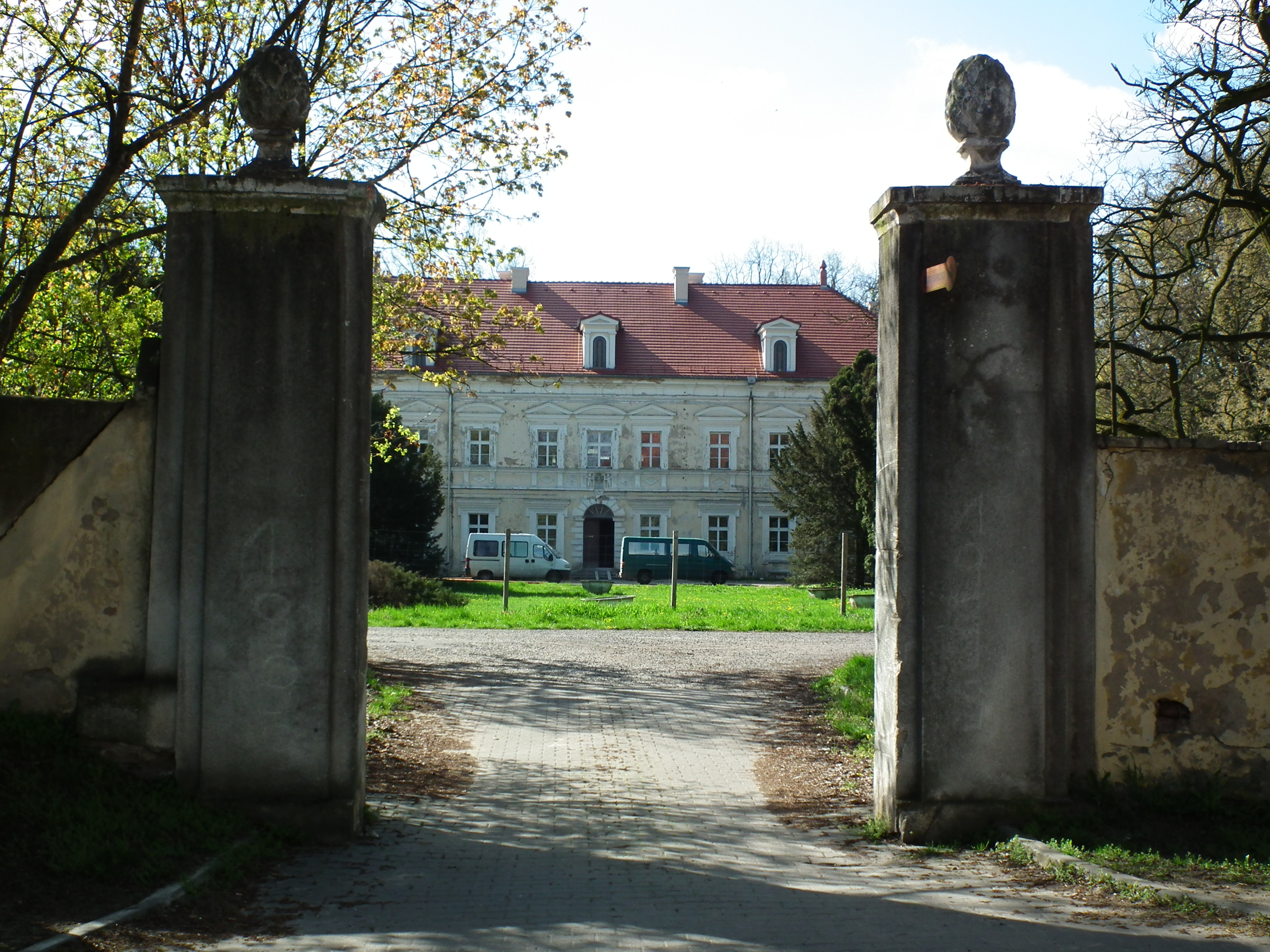
Pałac w Konarzewie (widok od strony bramy wjazdowej).

- 1.3.3.2. Tomasz Radomicki, mąż Anny Jurkowskiej
- 1.3.3.3. Stanisław Radomicki, mąż Katarzyny Karśnickiej
- 1.3.3.3.1. Dorota Radomicka
- 1.3.3.3.2. Anna Radomicka
- 1.3.3.3.3. Piotr Radomicki

- 1.3.3.3.4. Andrzej Dopczyński

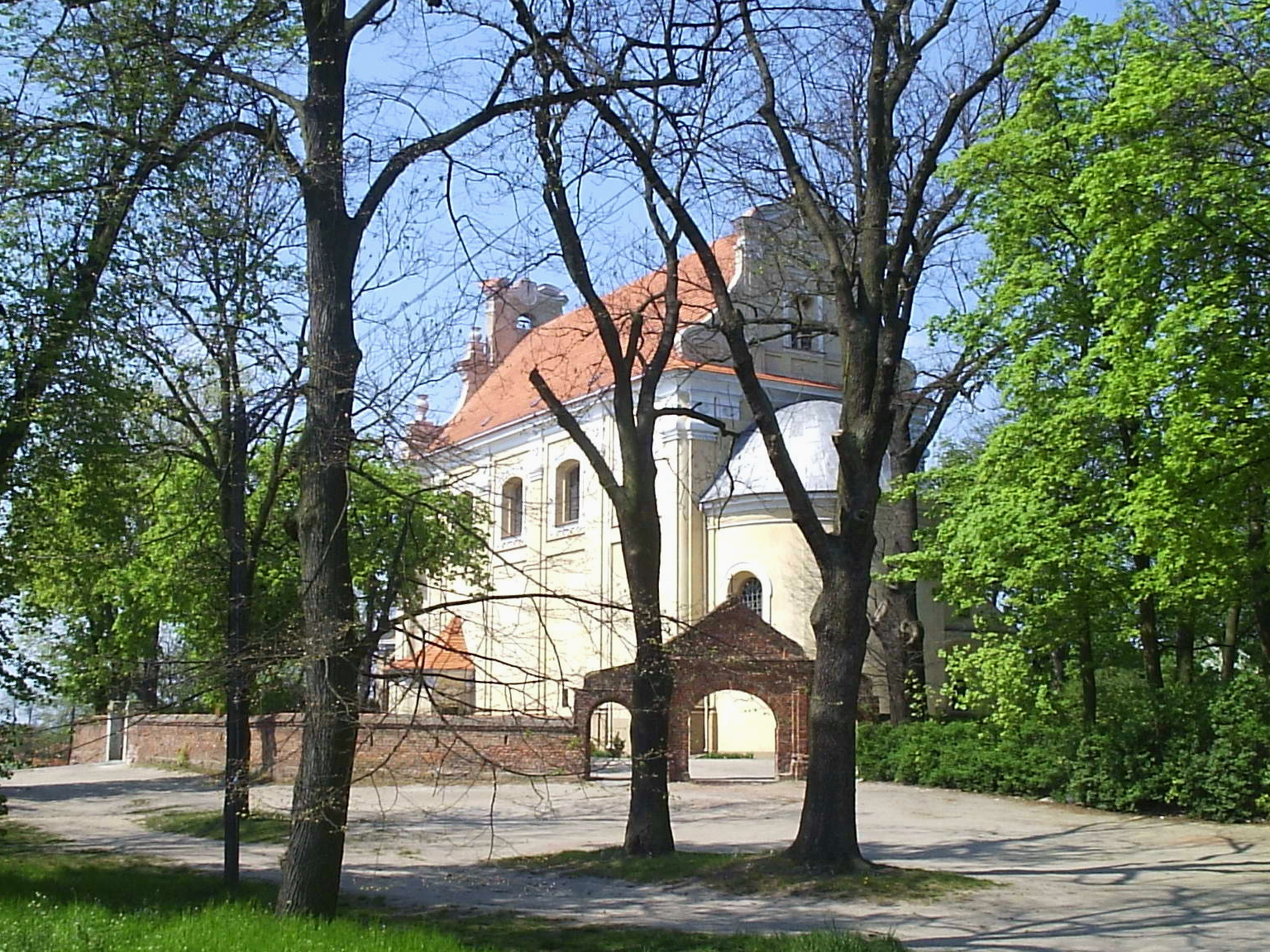
Kościół św. Stanisława w Żerkowie.

- 1.3.3.3.5. Jan Radomicki, mąż Zofii Ossowskiej
- 1.3.3.3.5.1. Urszula Radomicka
- 1.3.3.3.5.2. Piotr Radomicki
- 1.3.3.3.5.3. Anna Radomicka, żona Mikołaja Górskiego h. Bożawola
- 1.3.3.3.5.4. Jadwiga Radomicka, żona Marcina Pierzchlińskiego, potem Świętosława Grodzieckiego
- 1.3.3.3.5.5. Hieronim Radomicki, mąż Zofii Barbary Ujejskiej (z niej dzieci), potem Barbary Kretkowskiej[3]; kasztelan krzywiński, wojewoda inowrocławski
- 1.3.3.3.5.5.1. Barbara Radomicka, żona Andrzeja Niegolewskiego
- 1.3.3.3.5.5.2. Marcin Radomicki, mąż Katarzyny Opalińskiej
- 1.3.3.3.5.5.3. Kazimierz Władysław Radomicki, mąż Zofii Ossowskej, potem Zofii Bukowieckiej; kasztelan kaliski
- 1.3.3.3.5.5.3.1. Jan Radomicki (syn Bukowieckej)
- 1.3.3.3.5.5.3.2. Władysław Radomicki (syn Bukowieckej), mąż Ludwiki Gajewskiej; wojewoda poznański
- 1.3.3.3.5.5.3.2.1. Maciej Radomicki, mąż Ludwiki z Otoka Zaleskiej
- 1.3.3.3.5.5.3.2.2. Andrzej Radomicki
- 1.3.3.3.5.5.3.2.3. Izabela Radomicka, żona Izydora Wyssogota-Zakrzewskiego
- 1.3.3.3.5.5.3.2.3.1. Ignacy Wyssogota Zakrzewski, poseł na Sejm Wielki[4], pierwszy prezydent Warszawy
- 1.3.3.3.5.5.3.3. Stefan Radomicki (syn Ossowskiej)
- 1.3.3.3.5.5.3.4. Andrzej Aleksander Radomicki (syn Ossowskiej), mąż Franciszki Czarnkowskiej; kasztelan poznański, kaliski oraz wojewoda kaliski i poznański
- 1.3.3.3.5.5.3.4.1. Jan Antoni Radomicki[5], mąż Doroty Bronisz (po jego śmierci żona Stanisława Jabłonowskiego)[6]; wojewoda inowrocłowski
- 1.3.3.3.5.5.3.4.1.1. Augustyn Radomicki
- 1.3.3.3.5.5.3.4.1.2. Franciszka Radomicka, żona Władysława Szołdrskiego, wojewody inowrocławskiego i Generała Generalnego Wielkopolski
- 1.3.3.3.5.5.3.4.1.3. Anna Radomicka, żona Władysława Rocha Gurowskiego, marszałka wielkiego litewskiego, a po jego śmierci Augustyna Działyńskiego, wojewody kaliskiego
- 1.3.3.3.5.5.3.4.1.2.1. Ignacy Józef Działyński, poseł na Sejm Wielki[7]; mąż Szczęsnej Woroniczówny
- 1.3.3.3.5.5.2.4.1.2.2. Ksawery Szymon hr. Działyński, poseł na Sejm Wielki[7]; mąż Justyny Dzieduszyckiej (ojciec m.in. Tytusa Działyńskiego)
- 1.3.3.3.5.5.2.4.1.2.3. Brygida Działyńska, żona Michała Hutten-Czapskiego, wojewody malborskiego
- 1.3.3.3.5.5.2.4.1.2.4. Katarzyna Działyńska, żona gen. Justyniana Hülsena von Eckeln
- 1.3.3.3.5.5.2.4.1.2.5. Dorota Działyńska, żona Franciszka Hutten-Czapskiego, posła na Sejm Wielki[8], wojewody chełmińskiego
- 1.3.3.3.5.5.2.4.1.2.6. Nepomucena Działyńska, żona Teodora Koźmińskiego
- 1.3.3.3.5.5.3.5. Maciej Radomicki (syn Ossowskiej), mąż Ludwiki Konstancji Zaleskiej; kasztelan kaliski oraz wojewoda inowrocławski, poznański i kaliski
- 1.3.3.3.5.5.3.5.1. Katarzyna Radomicka, żona Jerzego Felicjana Sapiehy, wojewody mścisławskiego
- 1.3.3.3.5.5.3.5.1.1. Marianna Sapieżanka, żona Ignacego Koźmińskiego, starosty wschowskiego
- 1.3.3.3.5.5.3.6. Zofia Radomicka (córka Ossowskiej), żona Andrzeja Szołdrskiego, kasztelana biechowskiego
- 1.3.3.3.5.5.3.6.1. Ludwik Bartłomiej Szołdrski, wojewoda poznański, kaliski, inowrocławski; mąż Marianny Unrug
- 1.3.3.3.5.5.3.7. Anna Radomicka (córka Ossowskiej), żona Damiana Kazimierza Garczyńskiego
- 1.3.3.3.5.5.3.7.1. Stefan Garczyński, wojewoda poznański; mąż Zofii Tuchołek
- 1.3.3.3.5.5.3.8. Krystyna (Katarzyna) Radomicka (córka Ossowskiej), żona Andrzeja Bork-Gostyńskiego, kasztelana kamieńskiego i gostyńskiego; następnie żona Floriana Skotnickiego
- 1.3.3.3.5.5.3.8.1. Wawrzyniec Bork-Gostyński, mąż Anny Żegockiej (córki Krzysztofa Żegockiego, wojewody inowrocławskiego, potem biskupa chełmskiego)
- 1.3.3.3.5.5.3.8.2. Franciszek Bork- Gostyński, kanonik poznański
- 1.3.3.3.5.5.3.8.3. Andrzej Bork-Gostyński, mąż Heleny Pudliszkowskiej
- 1.3.3.3.5.5.4. Marianna Radomicka (córka Kretkowskiej)[9]